# Picaflors de Makira
El picaflors de Makira (Dicaeum tristrami) és un ocell de la família dels diceids (Dicaeidae).

## Hàbitat i distribució
Habita boscos i vegetació secundària de l'illa de Makira, a les illes Salomó sud-orietals.